# Böttstein

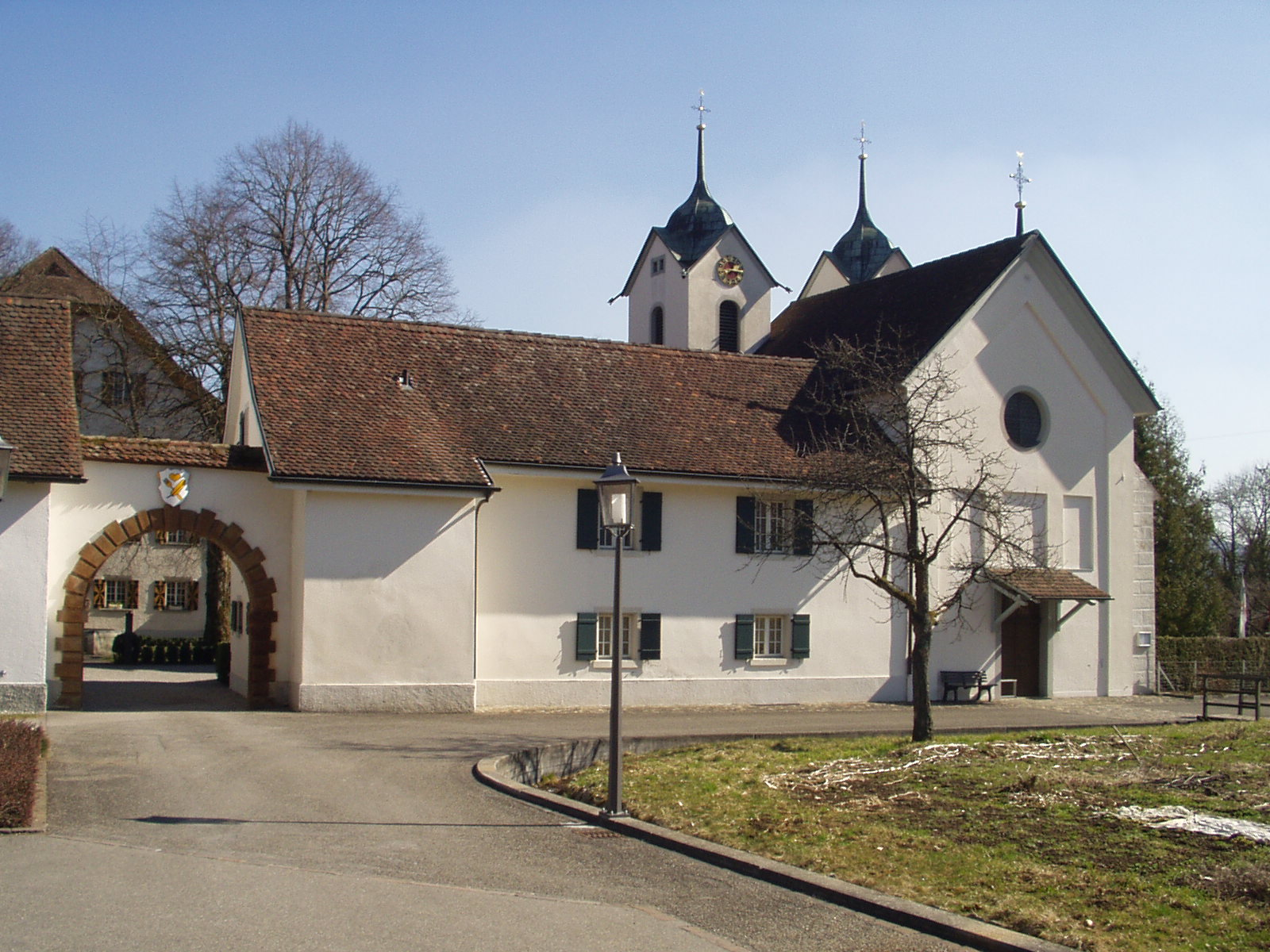

Böttstein is een gemeente en plaats in het Zwitserse kanton Aargau en maakt deel uit van het district Zurzach.
Böttstein telt 3.709 inwoners.